# Drosophilidae
Drosophilidae este o familie diversă de muște. Cea mai cunoscută specie din această familie este Drosophila melanogaster, din cadrul  genului Drosophila, fiind utilizată exhaustiv în studiul geneticii, dezvoltării, fiziologiei, ecologiei și comportamentului speciilor. Este compusă în general din celule post-mitotice și are o durată de viață foarte scurtă (o generație durează până la maximum 12 zile).

## Filogenie
Familia cuprinde peste 4.000 de specii de muște, clasificate în 75 de genuri.
- Subfamilia Drosophilinae Rondani, 1856:
  - Tribul Colocasiomyini Okada, 1989:
    - Genul Baeodrosophila Wheeler & Takada, 1964
    - Genul Balara Bock, 1982
    - Genul Chymomyza Czerny, 1903
    - Genul Colocasiomyia de Meijere, 1914
    - Genul Lissocephala Malloch, 1929
    - Genul Neotanygastrella Duda, 1925
    - Genul Phorticella Duda, 1924
    - Genul Scaptodrosophila Duda, 1923
    - Genul Protochymomyza Grimaldi, 1987

  - Tribul Drosophilini Okada, 1989:
    - Genul Arengomyia Yafuso & Toda, 2008
    - Genul Bialba Bock, 1989
    - Genul Calodrosophila Wheeler & Takada, 1964
    - Genul Celidosoma Hardy, 1965
    - Genul Collessia Bock, 1982
    - Genul Dettopsomyia Lamb, 1914
    - Genul Dichaetophora Duda, 1940
    - Genul Dicladochaeta Malloch, 1932
    - Genul Drosophila Fallén, 1823
    - Genul Hirtodrosophila Duda, 1923
    - Genul Hypselothyrea Okada, 1956
    - Genul Idiomyia Grimshaw, 1901 (Hawaiian Drosophila)
    - Genul Jeannelopsis Séguy, 1938
    - Genul Laccodrosophila Duda, 1927
    - Genul Liodrosophila Duda, 1922
    - Genul Lordiphosa Basden, 1961
    - Genul Microdrosophila Malloch, 1921
    - Genul Miomyia Grimaldi, 1987
    - Genul Mulgravea Bock, 1982
    - Genul Mycodrosophila Oldenberg, 1914
    - Genul Palmomyia Grimaldi, 2003
    - Genul Paraliodrosophila Duda, 1925
    - Genul Paramycodrosophila Duda, 1924
    - Genul Poliocephala Bock, 1989
    - Genul Samoaia Malloch, 1934
    - Genul Scaptomyza Hardy, 1849
    - Genul Sphaerogastrella Duda, 1922
    - Genul Styloptera Duda, 1924
    - Genul Tambourella Wheeler, 1957
    - Genul Zaprionus Coquillett, 1902
    - Genul Zaropunis Tsacas, 1990
    - Genul Zapriothrica Wheeler, 1956
    - Genul Zygothrica Wiedemann, 1830

  - Incertae sedis:
    - Genul Marquesia Malloch, 1932
- Subfamilia Steganinae Hendel, 1917:
  - Tribul Gitonini Grimaldi, 1990:
    - Genul Allopygaea Tsacas, 2000
    - Genul Acletoxenus Frauenfeld, 1868
    - Genul Amiota Loew, 1862
    - Genul Apenthecia Tsacas, 1983
    - Genul Apsiphortica Okada, 1971
    - Genul Cacoxenus Loew, 1858
    - Genul Crincosia Bock, 1982
    - Genul Electrophortica Hennig, 1965
    - Genul Erima Kertész, 1899
    - Genul Gitona Meigen, 1830
    - Genul Hyalistata Wheeler, 1960
    - Genul Luzonimyia Malloch, 1926
    - Genul Mayagueza Wheeler, 1960
    - Genul Paracacoxenus Hardy & Wheeler, 1960
    - Genul Paraleucophenga Hendel, 1914
    - Genul Paraphortica Duda, 1934
    - Genul Phortica Schiner, 1862
    - Genul Pseudiastata Coquillett, 1901
    - Genul Pseudocacoxenus Duda, 1925
    - Genul Rhinoleucophenga Hendel, 1917
    - Genul Soederbomia Hendel, 1938
    - Genul Trachyleucophenga Hendel, 1917

  - Tribul Steganini Okada, 1989:
    - Genul Eostegana Hendel, 1913
    - Genul Leucophenga Mik, 1866
    - Genul Pararhinoleucophenga Duda, 1924
    - Genul Parastegana Okada, 1971
    - Genul Pseudostegana Okada, 1978
    - Genul Stegana Meigen, 1830

  - Incertae sedis:
    - Genul Neorhinoleucophenga Duda, 1924
    - Genul Pyrgometopa Kertész, 1901

## Galerie

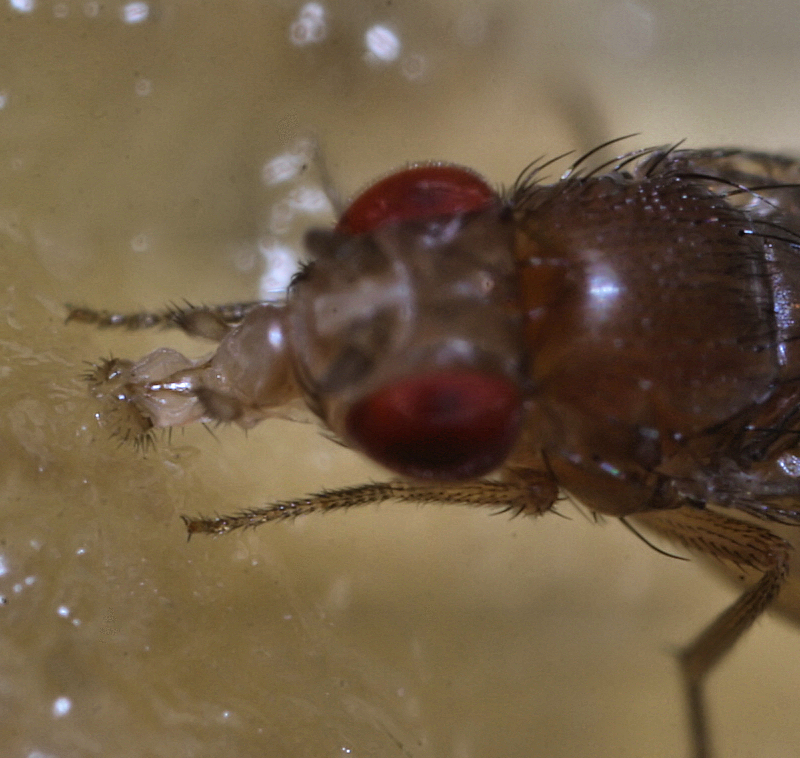
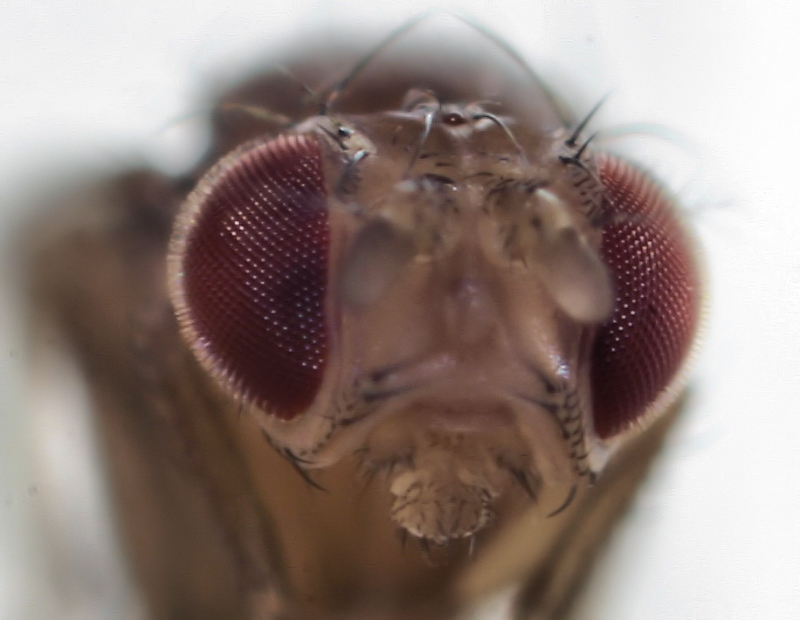
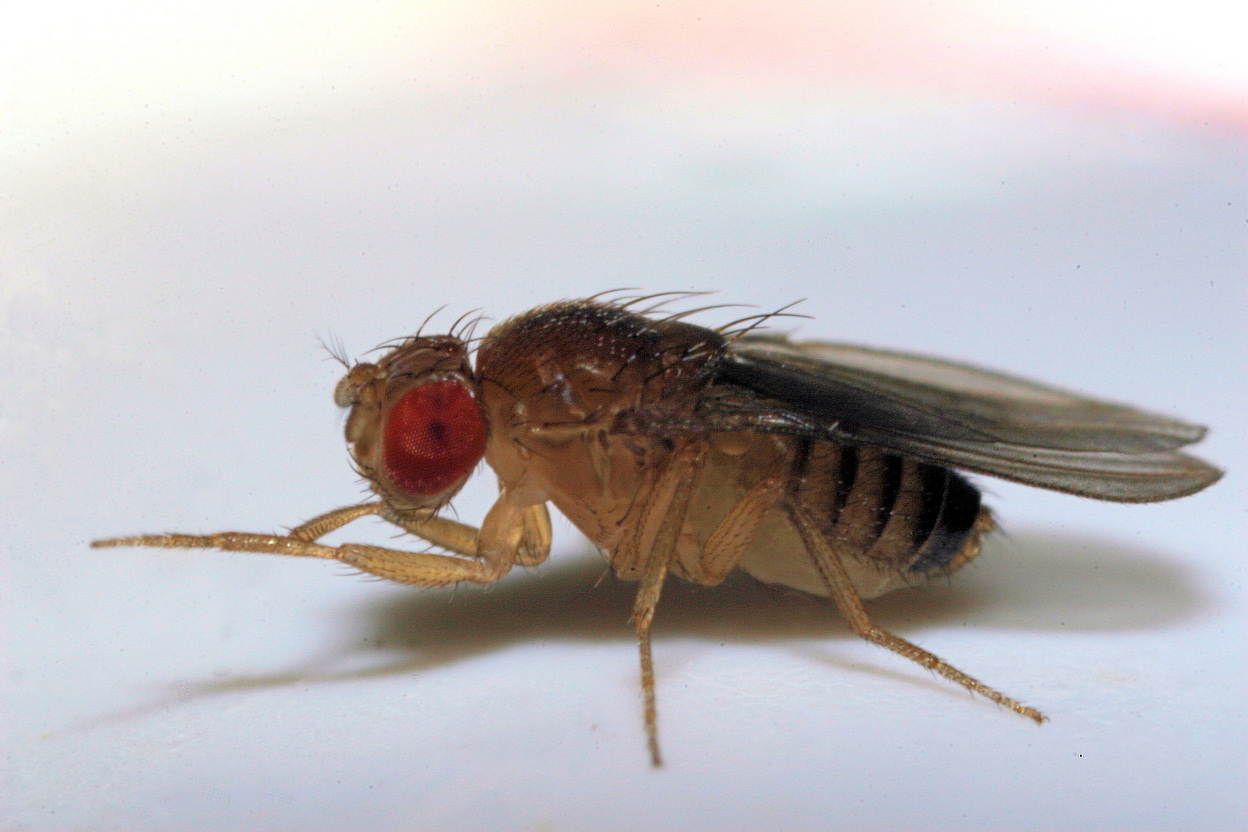
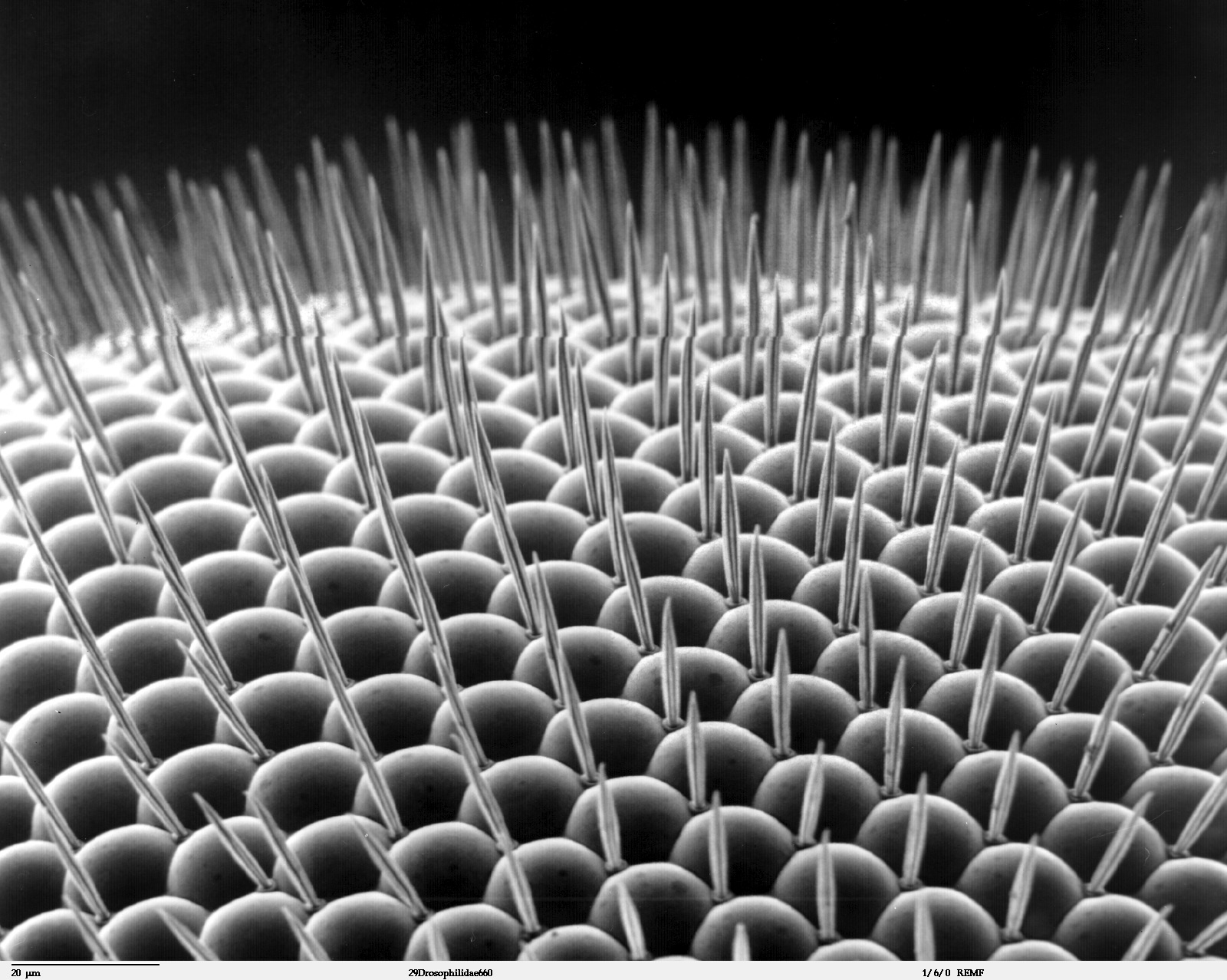